# Kryzys lipcowy
Kryzys lipcowy, dni lipcowe, wydarzenia lipcowe (ros. июльские дни, июльский кризис) – masowe demonstracje antyrządowe w Piotrogrodzie w dniach 3 lipca?/16 lipca 1917 – 7 lipca?/20 lipca 1917 roku. Rozpoczęły się one jako reakcja na klęski armii rosyjskiej na froncie, niedawne kryzysy w Rządzie Tymczasowym i ogólną trudną sytuację mieszkańców rosyjskiej stolicy, w tym braki żywności. W wystąpieniach brali udział żołnierze 1 pułku karabinów maszynowych, marynarze z garnizonu w Kronsztadzie, robotnicy piotrogrodzkich fabryk. Uczestnicy demonstracji domagali się dymisji Rządu Tymczasowego i przekazania władzy w ręce rad delegatów robotniczych i żołnierskich. Wieczorem pierwszego dnia protestów faktyczne kierownictwo protestów przejęła główna Organizacja Wojskowa Bolszewików, za zgodą najwyższych organów partii. Bolszewicy nie zdecydowali się jednak podjąć próby bezpośredniego przejęcia władzy. Kryzys zakończył się, gdy Rząd Tymczasowy ogłosił, iż przywódca bolszewików Lenin otrzymywał wsparcie z Niemiec, a także oskarżył partię o wywołanie rozruchów na niemieckie zlecenie – wówczas żołnierze wierni Rządowi Tymczasowemu doprowadzili do zakończenia demonstracji. Czołowi działacze bolszewiccy zostali po kryzysie lipcowym aresztowani; Lenin uniknął zatrzymania, opuszczając w tajemnicy Piotrogród.

## Tło wydarzeń
W czerwcu 1917 r. armia rosyjska przystąpiła do ofensywy na froncie południowym, kierując się na Lwów oraz podjęła dywersyjne działania zaczepne na froncie północnym. Pierwsze dwa dni walk przyniosły wojskom rosyjskim pewne sukcesy, następnie jednak żołnierze, zmęczeni i zdemoralizowani wojną, odmówili wykonywania dalszych rozkazów atakowania. W obliczu spodziewanej kontrofensywy Rząd Tymczasowy postanowił skierować na front jednostki garnizonu piotrogrodzkiego. Miał równocześnie nadzieję usunąć tym samym ze stolicy te oddziały, w których największe poparcie miała partia bolszewicka. Nie chcąc do tego dopuścić, bolszewicy zintensyfikowali działania propagandowe wśród żołnierzy, nakłaniając ich do odmowy wymarszu i organizując protesty przeciwko "wojnie imperialistycznej". Agitatorzy bolszewiccy przekonywali, że wiedzą, jak w krótkim czasie zakończyć wojnę, umożliwić żołnierzom powrót do domów. Zapowiadali również rychłą rewolucję socjalistyczną w całej Europie. 
20 czerwca 1 Pułk Karabinów Maszynowych, w którym poparcie dla bolszewików i anarchistów było szczególnie wysokie, odmówił wykonania rozkazu skierowania na front 500 karabinów maszynowych z obsługą i oznajmił, że może pójść jedynie na wojnę rewolucyjną, jeśli władzę przejmie Piotrogrodzka Rada Delegatów Robotniczych i Żołnierskich, a z rządu odejdą "ministrowie-kapitaliści". Bolszewicy przekonali jednak żołnierzy pułku do wykonania rozkazu, twierdząc, że jest jeszcze za wcześnie na otwarty bunt, również Rada nie poparła stanowiska pułku. Do niepokojów doszło również w bazie marynarki wojennej w Kronsztadzie, gdzie największe wpływy mieli anarchiści oraz bolszewicy na czele z Fiodorem Raskolnikowem i Siemionem Roszalem. 23 czerwca marynarze grozili marszem na Piotrogród w celu uwolnienia anarchistów, których aresztowano kilka dni wcześniej za samowolne zajęcie willi byłego ministra Piotra Durnowo. Również w tym wypadku Rada Delegatów oraz bolszewiccy działacze przekonali marynarzy do zachowania spokoju. Równocześnie jednak bolszewicy stale prowadzili wśród żołnierzy agitację przeciwko Rządowi Tymczasowemu, wzywając do przekazania władzy Radzie, co miało zagwarantować zawarcie pokoju.
30 czerwca, wobec utrzymywania się niepokojów w 1 Pułku Karabinów Maszynowych, Rada zaprosiła jego przedstawicieli na spotkanie, by mogli przedstawić swoje postulaty władzom wojskowym. Antyrządowe nastroje jednak nie słabły, a dodatkowo rozniecił je wiec żołnierski zorganizowany 2 lipca przez bolszewików, na którym wystąpił m.in. Lew Trocki (wtedy jeszcze nienależący do partii, a związany z organizacją międzydzielnicowców). Przez całą noc trwało spontaniczne zgromadzenie żołnierzy, podczas którego padały głosy za natychmiastową akcją zbrojną przeciwko burżuazji i rządowi. Partia bolszewicka nie była na tym etapie wydarzeń przekonana, jak należało postąpić. Niektórzy działacze byli przekonani, że jest za wcześnie na antyrządowe wystąpienie. Według Alexandra Rabinovitcha Lenin, który w końcu czerwca wyjechał z Piotrogrodu i wrócił do miasta dopiero 4 lipca, uważał, że jego partia nie miała w tym momencie szans na przejęcie i utrzymanie władzy – nie mogła być pewna poparcia większości żołnierzy frontowych i tym bardziej nie miała tego poparcia na prowincji, wśród chłopów. Z kolei Robert Service pisze, iż Lenin nie sprecyzował celu możliwej manifestacji, ale mając w pamięci nagły rozwój wypadków podczas rewolucji lutowej nie miałby nic przeciwko temu, gdyby żołnierze bezpośrednio uderzyli na Rząd Tymczasowy. Inni bolszewicy przekonywali, że żołnierze są zbyt zdeterminowani, by ich powstrzymać, toteż partia powinna przejąć kierownictwo ewentualnego powstania. Debatę o sensie organizowania kolejnej demonstracji uzbrojonych żołnierzy prowadziły równocześnie organizacje bolszewików i międzydzielnicowców, będąc ze sobą w kontakcie i ostatecznie dochodząc do wniosku, że manifestacja powinna się odbyć. W swoich publikacjach prasowych Lew Trocki w czerwcu 1917 r. wzywał do "akcji bezpośredniej", ale nie precyzował, jakiej dokładnie, by uniknąć oskarżenia o bunt przeciwko rządowi. W bardziej agresywny sposób do usunięcia gabinetu Lwowa nawoływał, przemawiając na wiecach w Petersburgu i Kronsztadzie.
Niezadowolenie społeczne w Piotrogrodzie trwało nie tylko wśród żołnierzy. Cywilni mieszkańcy Piotrogrodu, zwłaszcza robotnicy, cierpieli z powodu braków paliwa i żywności (chleba, nabiału i warzyw). Część robotników, m.in. pracownicy poczty i telegrafu, hoteli oraz restauracji planowała również na początek lipca akcje strajkowe z powodu niskich zarobków. Również wśród robotników nastroje te były dodatkowo podsycane przez wystąpienia bolszewickich agitatorów. Inni robotnicy obawiali się, że ich fabryki mogą zostać zlikwidowane, a oni pozostaną bez zatrudnienia i środków do życia.

## Przebieg kryzysu lipcowego

### 3/16 lipca
3/16 lipca 1917 r. 1 Pułk Karabinów Maszynowych zorganizował kolejny wiec, na którym anarchiści na czele z I. Blajchmanem wzywali do natychmiastowego powstania zbrojnego, którego cel miała „wskazać sama ulica”. Obecni na zgromadzeni bolszewicy nie dyskutowali z anarchistami, lecz wzywali żołnierzy do tego, by przed podjęciem jakichkolwiek działań uzyskali instrukcje od członków piotrogrodzkiej Wojskowej Organizacji Bolszewików. Żołnierze zagłosowali za natychmiastowym wymarszem na ulice z bronią w ręku i wybrali Tymczasowy Komitet Rewolucyjny pod kierownictwem bolszewika Siemaszki.
Komitet skierował swoich wysłanników do fabryk, koszar oraz do garnizonu w Kronsztadzie. Do zbrojnych demonstracji dołączyli za ich namową żołnierze 1, 3, 176 i 180 pułku piechoty, natomiast pułki gwardii Siemionowski, Izmajłowski i Prieobrażenski zadeklarowały neutralność. Z różnym przyjęciem emisariusze komitetu spotkali się wśród robotników, zyskując znaczne poparcie w Zakładach Putiłowskich. Do Piotrogrodu dotarli również marynarze z Kronsztadu na czele z Raskolnikowem. 3 lipca wieczorem żołnierze zdecydowani na udział w zbrojnej demonstracji spotkali się przy Moście Troickim na Wyspie Piotrogrodzkiej, przemaszerowali przez most i tam podzielili się na dwie kolumny. Udały się one odpowiednio pod siedziby Rządu Tymczasowego (Pałac Maryjski) i Rady Delegatów Robotniczych i Żołnierskich (Pałac Taurydzki). Manifestanci domagali się natychmiastowego przekazania władzy w ręce rad.
Zrewoltowani żołnierze przejęli kontrolę nad Twierdzą Pietropawłowską. W kilku miejscach w mieście doszło do chaotycznych wymian ognia. Zarówno przedstawiciele Rady, jak i Rządu wzywali do spokoju i przerwania demonstracji. Apele te były jednak bezskuteczne. W tej sytuacji komendant Piotrogrodzkiego Okręgu Wojskowego gen. Piotr Połowcew rozkazał jednostkom niebiorącym udziału w demonstracjach zaprowadzenie porządku w mieście – również ten rozkaz został zignorowany. Do radykalizacji nastrojów przyczynili się działacze bolszewickiej organizacji wojskowej przy partyjnym komitecie centralnym, którzy działali na własną rękę; kierownictwo partii jeszcze 3 lipca po południu było oficjalnie przeciwne otwartemu wystąpieniu przeciwko Rządowi Tymczasowemu. Lew Trocki, Grigorij Zinowjew oraz Lew Kamieniew na popołudniowym posiedzeniu partyjnego komitetu centralnego byli zdania, że partia powinna uspokajać nastroje, gdyż bolszewicy nie byli gotowi na kolejny etap rewolucji. Jednak wieczorem 3 lipca, gdy manifestacje nie wygasały, najpierw piotrogrodzki komitet partii i organizacja wojskowa, a następnie również komitet centralny, ogłosiły poparcie dla demonstracji. Bolszewików przekonała m.in. wiadomość, że tysiące robotników Zakładów Putiłowskich razem z rodzinami brało udział w wiecu pod Pałacem Taurydzkim. Trocki i Zinowjew doszli do przekonania, że niezadowolenie społeczne było tak duże, iż żadna siła nie mogła już powstrzymać protestów, chociaż nadal byli zdania, że powinny być one pokojowe. Od tego momentu to działacze bolszewickiej organizacji wojskowej, na czele z Nikołajem Podwojskim, byli głównymi przywódcami manifestacji. Jeszcze w nocy zaplanowali początek demonstracji zbrojnej na następny dzień na godz. 10.

### 4/17 lipca

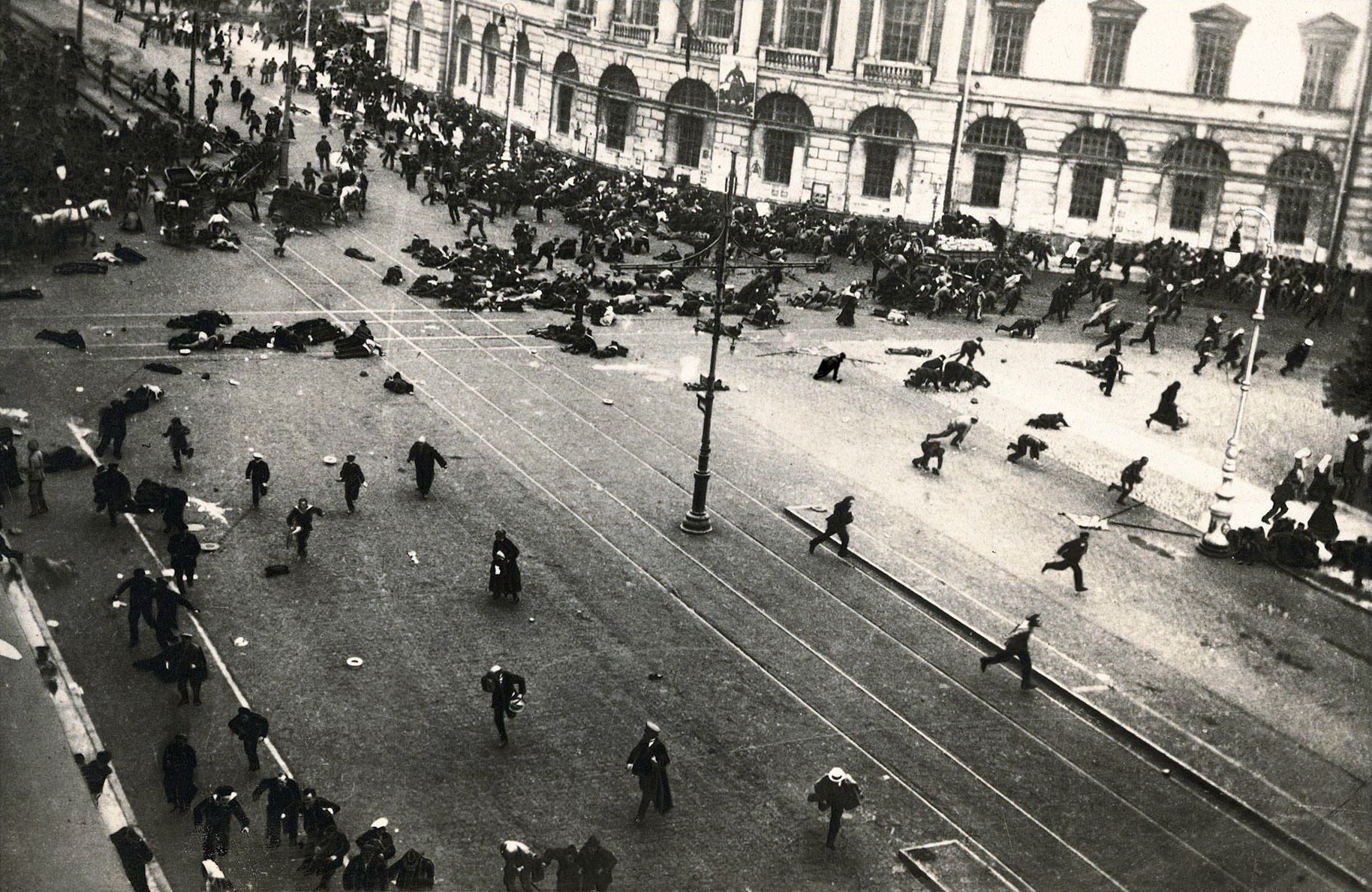
Manifestacja 4/17 lipca 1917 r. Strzelanina na rogu Prospektu Newskiego i Prospektu Litiejnego

4/17 lipca do Piotrogrodu dotarły wiadomości o tym, że rozpoczęta krótko wcześniej ofensywa Frontu Południowo-Zachodniego załamała się, a wojska rosyjskie ponosiły ciężkie straty. Demonstracje trwały, chociaż część oddziałów biorących w nich udział poprzedniego dnia zrezygnowała, zniechęcona brakiem efektów protestu. Inne jednostki wojskowe wciąż nie zdecydowały się, kogo poprzeć. Około 11 żołnierze pułku karabinów maszynowych oraz członkowie Czerwonej Gwardii obsadzili kluczowe punkty w mieście (m.in. na dworcach Finlandzkim i Nikołajewskim). Dołączyli do nich marynarze z Kronsztadu w liczbie 5–6 tys. Planowany był marsz pod Pałac Taurydzki, ale ostatecznie w pierwszej kolejności manifestanci skierowali się pod willę Matyldy Krzesińskiej, gdzie mieściła się siedziba komitetu centralnego oraz petersburskiego komitetu miejskiego partii bolszewickiej. Żądali, by przemówił do nich Lenin, który ostatecznie niechętnie wystąpił (po Swierdłowie, Podwojskim, Łunaczarskim i Łaszewiczu), apelując o rozwagę i o zachowanie pokojowego charakteru demonstracji. Marynarze zignorowali to wezwanie. Z placu przed willą Krzesińskiej udali się ponownie pod siedzibę Piotrogrodzkiej Rady Delegatów i Żołnierskich, po drodze wdając się na Newskim Prospekcie, przy skrzyżowaniu z Prospektem Litiejnym, w wymianę ognia z żołnierzami lojalnymi wobec Rządu Tymczasowego i wdzierając się do kilku budynków przy prospekcie.
Przywódcy partii bolszewickiej nadal nie byli zgodni co do tego, jak należało postępować dalej. Nikołaj Podwojski, Władimir Niewski oraz Martins Lacis wzywali do natychmiastowego obalenia Rządu Tymczasowego. Bardziej umiarkowani członkowie komitetu centralnego byli zdania przeciwnego.
Pod Pałac Taurydzki dotarło kilkadziesiąt tysięcy robotników i żołnierzy. Około szesnastej dołączyła również kolumna marynarzy, domagając się, by przemówił do nich minister sprawiedliwości Pawieł Pieriewierziew i wytłumaczył, dlaczego nakazał działaczom anarchistycznym kilka dni wcześniej opuścić willę po ministrze Durnowo. Do tłumu przemówił, zamiast nieobecnego w gmachu Pieriewierziewa, minister poczty Irakli Cereteli, któremu nie udało się uspokoić zebranych i którego marynarze usiłowali siłą zabrać z Pałacu Taurydzkiego. Gdy Cereteli wycofał się do budynku, do zgromadzonych wyszedł minister rolnictwa Wiktor Czernow. Opowiedział on o działalności socjalistycznych ministrów w Rządzie Tymczasowym i stwierdził, że zgadza się z hasłami wzywającymi ministrów-kadetów („ministrów-kapitalistów”) do dymisji. Wówczas część demonstrantów zaczęła głośnymi okrzykami wzywać go, by „brał władzę”, zaś marynarze siłą wciągnęli go do samochodu i ogłosili, że dopiero po przejęciu władzy przez Radę uwolnią go. Wówczas grupa robotników wbiegła do Pałacu Taurydzkiego, alarmując, że minister został aresztowany. Czernowa z rąk marynarzy uwolnił Lew Trocki.
Gdy w willi Matyldy Krzesińskiej trwała dyskusja nad dalszą taktyką postępowania, bolszewicy otrzymali wiadomość, iż Rząd Tymczasowy zamierzał podburzyć stacjonujące w mieście jednostki wojskowe przeciwko bolszewikom, oskarżając Lenina o zorganizowanie powstania w mieście w ramach działań na rzecz Niemiec. Biuro kontrwywiadowcze Rządu Tymczasowego od kwietnia prowadziło działania na rzecz ustalenia, co łączyło Lenina z Niemcami i czy jego partia otrzymywała wsparcie z Berlina. Postępowanie to nie było nadal zakończone. W związku z sytuacją na ulicach Piotrogrodu minister sprawiedliwości Pieriewierziew wyraził zgodę na to, by podać do wiadomości publicznej wybrane fakty już ustalone i zasugerować nie tylko to, że bolszewicy otrzymywali pieniądze z Niemiec, ale i to, że demonstracje 3 lipca były przez Niemców kierowane. Bolszewicy dowiedzieli się również, że agresywne zachowanie marynarzy z Kronsztadu sprawiło, iż Wszechrosyjski Komitet Wykonawczy, organ wykonawczy Piotrogrodzkiej Rady Delegatów Robotniczych i Żołnierskich, wezwał jednostki frontowe do przybycia do stolicy i przywrócenia porządku. Te komitety żołnierskie na Froncie Północnym, w których większość mieli mienszewicy oraz eserowcy, odpowiedziały na apel i zaczęły formować na własną rękę oddziały przeznaczone do wymarszu do Piotrogrodu. 4 lipca przedstawiciele biura kontrwywiadowczego przekazali ustaloną z Pieriewierziewem wersję zarzutów pod adresem Lenina nie tylko przedstawicielom poszczególnych oddziałów garnizonu piotrogrodzkiego, ale i prasie. Chociaż część ministrów Rządu Tymczasowego była następnie przeciwna dalszemu rozpowszechnianiu tych informacji (w obawie, że w takiej sytuacji nigdy nie uda się ustalić prawdy o działalności Lenina), błyskawicznie rozeszły się one w stolicy.
Mimo to wydawało się, że 4/17 lipca bolszewicy będą w stanie przejąć władzę. Chociaż udało im się sformować delegację robotników z 54 fabryk i wprowadzić ją na salę obrad Rady Delegatów Robotniczych i Żołnierskich, tam zażądać obalenia Rządu Tymczasowego i nawet zdobyć poparcie Julija Martowa i Mariji Spiridonowej z partii mienszewickiej i eserowskiej, do ogłoszenia rządu rad ostatecznie nie doszło. Według Richarda Pipesa to Lenin do ostatniego momentu nie potrafił się zdecydować, co robić i czy nadszedł moment na przejęcie władzy. Mienszewicy i eserowcy przedłużali negocjacje z delegacją robotników, czekając na przybycie wojsk lojalnych wobec rządu. Ostatecznie te dotarły do Pałacu Taurydzkiego, gdy rozeszła się wśród nich wiadomość o kontaktach Lenina z Niemcami. Zarzuty współpracy z wrogami Rosji oburzyły gwardyjskie pułki Siemionowski, Prieobrażenski i Izmajłowski, które przybyły pod pałac. Na ich widok zgromadzeni robotnicy i żołnierze rozpierzchli się, a marynarze pod dowództwem Raskolnikowa odeszli do Kronsztadu i pod willę Krzesińskiej.

### 5-6/18-19 lipca

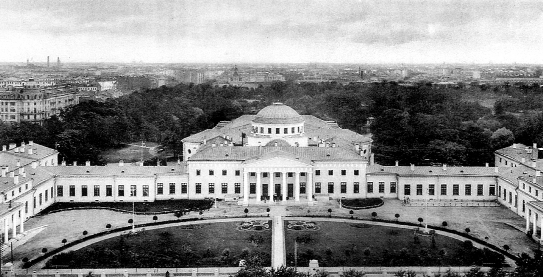
Pałac Taurydzki

5 lipca dotąd neutralne oddziały garnizonu piotrogrodzkiego ponownie przemaszerowały pod Pałac Taurydzki, by wyrazić lojalność wobec Rządu Tymczasowego oraz Rady Delegatów Robotniczych i Żołnierskich. Komitet wykonawczy rady sprawnie przegłosował rezolucję, w której również deklarował uznawanie Rządu Tymczasowego. Bolszewicki komitet centralny wezwał zwolenników partii do zakończenia demonstracji antyrządowych. Członkowie komitetu centralnego zrozumieli, że Rząd Tymczasowy nadal ma po swojej stronie dość wojska, by obronić się przed próbą zbrojnego obalenia. Tego samego dnia w „Prawdzie” stwierdzono, że demonstracje zakończono, gdyż ich celem było tylko zaprezentowanie określonych haseł. Nie było to zgodne z prawdą; w rzeczywistości 4 lipca radykalna frakcja partii bolszewickiej naprawdę liczyła na przejęcie władzy. Lenin i Trocki traktowali demonstrację jako wysondowanie sytuacji i ocenę sił własnych oraz rządu.
Tego samego dnia na łamach petersburskiej prasy ukazał się ponownie cały szereg artykułów oskarżających Lenina o szpiegostwo i działanie na niemieckie zlecenie, powtarzających zarzuty biura kontrwywiadowczego i domagających się surowej kary dla bolszewików. Tylko nieliczne pisma polityczne nie komentowały sprawy lub starały się zachować neutralność. 6 lipca Piotrogród został obsadzony nowymi oddziałami żołnierzy sprowadzonych wprost z frontu.

## Konsekwencje

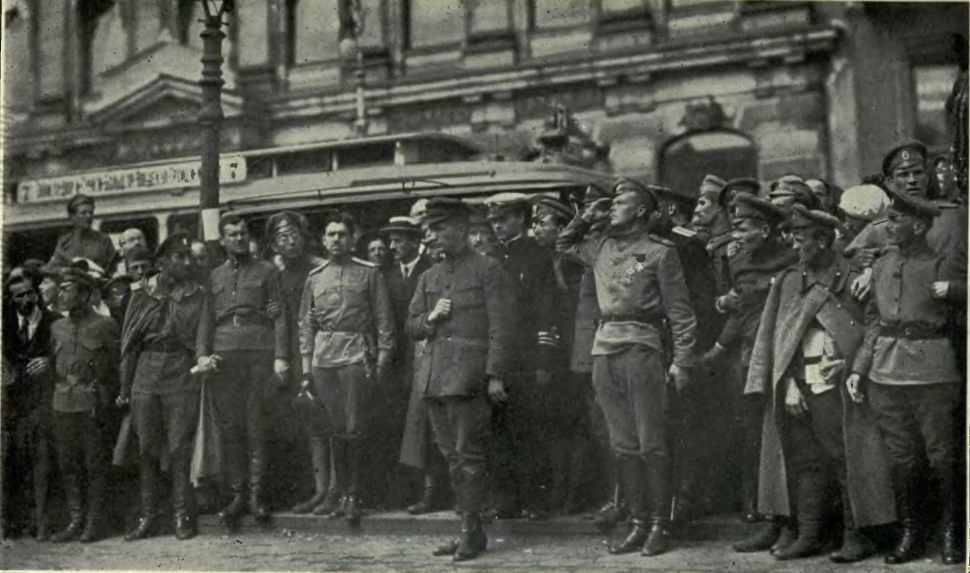
Aleksander Kiereński podczas pogrzebu ofiar walk w Piotrogrodzie.

Rząd Tymczasowy po wydarzeniach lipcowych podjął stanowcze działania przeciwko bolszewikom, a także przeciwko innym ugrupowaniom radykalnej lewicy. 5 lipca zamknięto redakcję Prawdy, a kilku jej pracowników pobito i aresztowano. Bolszewicy zostali również zmuszeni do opuszczenia swojej siedziby w willi Matyldy Krzesińskiej. W kolejnych dniach przeciwnicy partii socjalistycznych dokonali serii napadów na bolszewickie, ale również eserowskie, mienszewickie i związkowe biura i drukarnie.
W nocy z 6 na 7 lipca Rząd Tymczasowy ogłosił, iż wszyscy organizatorzy i przywódcy zbrojnego wystąpienia oraz osoby, które podżegały do buntu, zostaną aresztowani i postawieni przed sądem jako zdrajcy narodu i rewolucji. Zatrzymano na tej podstawie Lwa Trockiego, Aleksandrę Kołłontaj, Jewgieniję Sumienson, Aleksandra Parvusa, Jakuba Haneckiego, Grigorija Zinowjewa, Anatolija Łunaczarskiego, Mieczysława Kozłowskiego, Lwa Kamieniewa. Lenin, również poszukiwany, ukrył się przed aresztowaniem, wielokrotnie zmieniając miejsce zamieszkania. Część towarzyszy (Zinowjew, Kamieniew, Wołodarski, Manuilski, Nogin) była zdania, że powinien stanąć przed sądem, by utrzymać wiarygodność w oczach robotników i żołnierzy. Jednak 8 lipca, po spotkaniu delegacji bolszewików z delegacją Rady Delegatów Robotniczych i Żołnierskich, Lenin doszedł do przekonania, że w areszcie nie będzie bezpieczny i nie ma gwarancji, że jego proces byłby sprawiedliwy. W nocy z 9 na 10 lipca, po tym, gdy zatrzymano Kamieniewa, wyjechał z Piotrogrodu i ukrył się w domu robotnika Jemieljanowa w miejscowości Razliw na północ od stolicy.
Również w nocy z 6 na 7 lipca Rząd potępił działania marynarzy z Kronsztadu i polecił, by wszystkie okręty pojawiły się w Petersburgu w celu zbadania postawy politycznej ich załóg. Aresztowano niektórych szczególnie znanych marynarzy-bolszewików, liderów Komitetu Centralnego Floty Bałtyckiej Nikołaja Chowrina i Pawła Dybienkę oraz Władimira Antonowa-Owsiejenkę, czołowego działacza bolszewickiego w Helsingforsie. Marynarze w Kronsztadzie odmówili wydania swoich przywódców Raskolnikowa i Roszala – pierwszy oddał się w ręce władz dopiero po tym, gdy te zagroziły bombardowaniem bazy, a drugi, który zdołał zbiec, zgłosił się do więzienia w geście solidarności z towarzyszem. Trocki i Łunaczarski początkowo nie byli wśród osób przewidywanych do aresztowania, decyzja w tej sprawie zapadła dopiero 23 lipca po tym, gdy Łunaczarski wystąpił publicznie w obronie bolszewików, a Trocki zadeklarował, że podziela poglądy Lenina, Zinowjewa i Kamieniewa oraz nie widzi powodu, dla którego miałby pozostać na wolności, gdy oni są ścigani.
10 lipca Aleksandr Kiereński nakazał rozwiązanie jednostek wojskowych, które brały udział w wydarzeniach lipcowych, zabronił dystrybucji prasy bolszewickiej wśród żołnierzy oraz organizacji mityngów politycznych. Konsekwencją wydarzeń lipcowych była również decyzja o przywróceniu kary śmierci za przestępstwa wojskowe na froncie. Również w Piotrogrodzie zabroniono ulicznych zgromadzeń, a osobom cywilnym nakazano zwrócić broń.